# ペドロ・マフィア
ペドロ・マフィア (Pedro Maffia, 1899年8月28日 - 1967年10月16日) は、バンドネオン奏者であり、ペドロ・マフィア楽団代表でもある。

## 人物
1899年8月28日生まれ。虐待する父親の元を家出して、パタゴニアなどで暮らしていた。
カルロス・ガルデルに見出され、18歳くらいの時にロベルト・フィルポ楽団に入団した。1922年にファン・カルロス・コビアン楽団に入団し、第一バンドネオン奏者として注目を集める。代表のファン・カルロス・ゴビアンがアメリカ合衆国に移住したため、楽団はフリオ・デ・カロ六重奏団に改名し、ペドロ・ラウレンスらとともにしばらく在籍する。1926年に退団してペドロ・マフィア楽団を設立した。この楽団最初のピアニストはオスヴァルド・プグリエーセだった。
ペドロ・マフィアのバンドネオンの技巧は、今でも高く評価されている。ペドロ・マフィアが書いたバンドネオン教本は広く普及していた。タンゴ黄金時代を代表するバンドネオン奏者の第一人者である。それまでの単純な奏法に高度なテクニックを開発し、バンドネオン奏法を確立したとされる。
1967年10月16日に死去した。

## 主な作曲作品
- La mariposa - ラ・マリポーサ
- Taconeando - タコネアンド
- Ventarrón - ベンタロン